# Rougemontot
Rougemontot ist eine französische Gemeinde mit 89 Einwohnern (Stand: 1. Januar 2022) im Département Doubs in der Region Bourgogne-Franche-Comté.

## Geographie

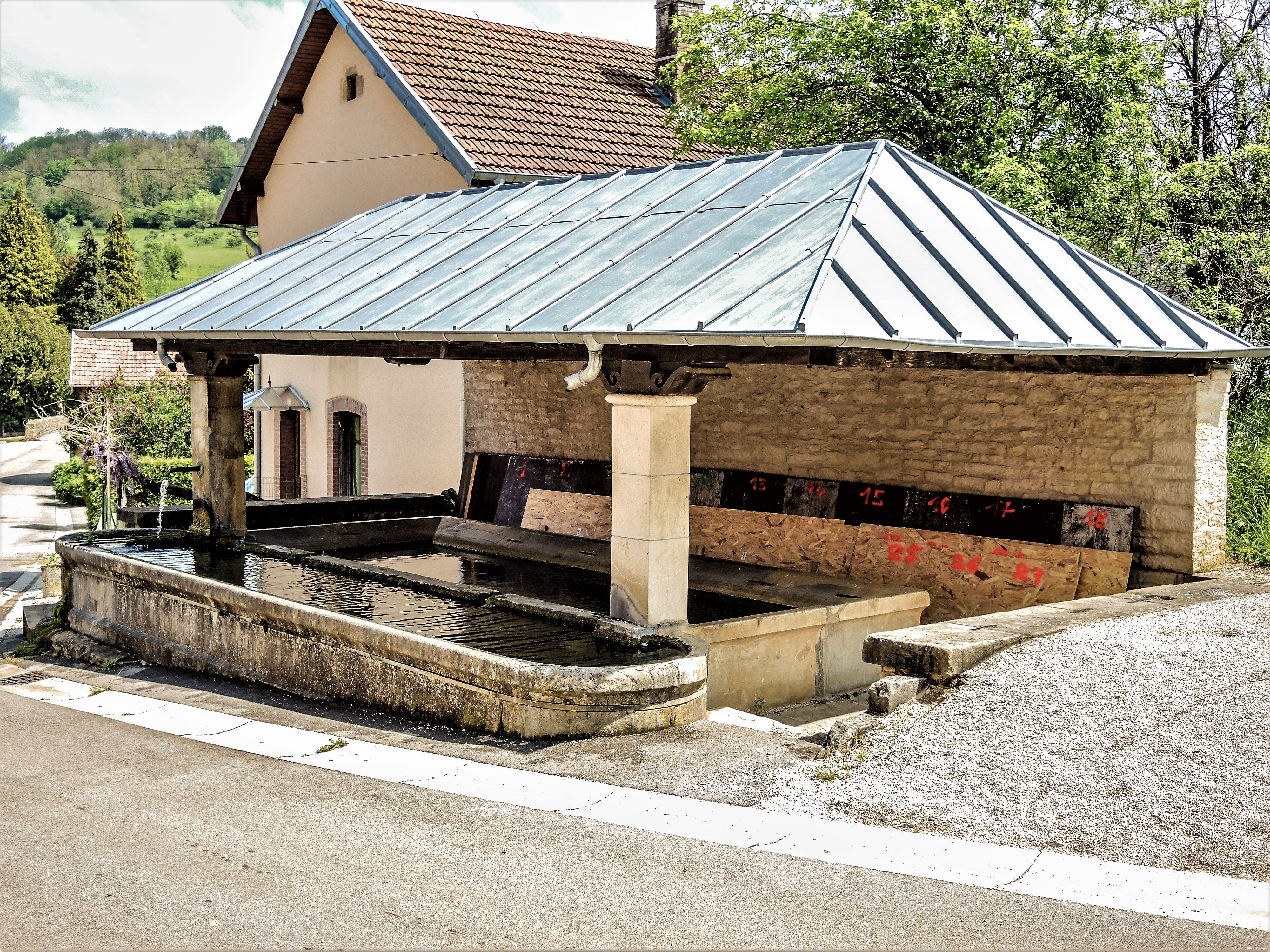
Lavoir in Rougemontot

Rougemontot liegt auf 263 m, neun Kilometer nordwestlich von Baume-les-Dames und etwa 25 Kilometer nordöstlich der Stadt Besançon (Luftlinie). Das Dorf erstreckt sich in der Talmulde des Ruisseau de la Beune südlich des Ognon, am Nordostfuß des Mont Bichoux, einem der äußersten nordwestlichen Höhenzüge des Juras.
Die Fläche des 4,25 km² großen Gemeindegebiets umfasst einen Abschnitt der gewellten Landschaft zwischen den Flusstälern von Doubs und Ognon. Der nördliche Teil des Gebietes wird vom Tal des Ruisseau de la Beune eingenommen, der für die Entwässerung nach Nordwesten zum Ognon sorgt. Flankiert wird das Tal von dicht bewaldeten Höhen: im Osten von der Höhe des Bois des Perrières und im Südwesten vom Bois du Mont. Über diesen Waldrücken erstreckt sich das Gemeindeareal bis zum Mont Bichoux. Hier wird mit 474 m die höchste Erhebung von Rougemontot erreicht.
Nachbargemeinden von Rougemontot sind Battenans-les-Mines im Norden, La Bretenière im Osten, Villers-Grélot im Süden sowie Cendrey im Westen.

## Geschichte
Schon früh wurde bei Rougemontot Eisenerz abgebaut.

## Bevölkerung
| Jahr                       | 1962 | 1968 | 1975 | 1982 | 1990 | 1999 | 2005 | 2016 |
| Einwohner                  | 45   | 54   | 59   | 67   | 67   | 72   | 90   | 94   |
| Quellen: Cassini und INSEE |      |      |      |      |      |      |      |      |

Mit 89 Einwohnern (Stand 1. Januar 2022) gehört Rougemontot zu den kleinsten Gemeinden des Départements Doubs. Nachdem die Einwohnerzahl in der ersten Hälfte des 20. Jahrhunderts markant abgenommen hatte (1891 wurden noch 194 Personen gezählt), wurde seit Mitte der 1960er Jahre wieder ein Bevölkerungswachstum verzeichnet.

## Wirtschaft und Infrastruktur
Rougemontot war bis weit ins 20. Jahrhundert hinein ein vorwiegend durch die Landwirtschaft (Ackerbau, Obstbau und Viehzucht) und die Forstwirtschaft geprägtes Dorf. Noch heute leben die Bewohner zur Hauptsache von der Tätigkeit im ersten Sektor. Außerhalb des primären Sektors gibt es nur wenige Arbeitsplätze im Dorf. Die ehemaligen Minen werden heute für die Champignonzucht genutzt. Einige Erwerbstätige sind auch Wegpendler, die in den umliegenden größeren Ortschaften ihrer Arbeit nachgehen.
Die Ortschaft liegt abseits der größeren Durchgangsstraßen an einer Departementsstraße, die von Baume-les-Dames nach Larians-et-Munans führt. Der nächste Anschluss an die Autobahn A36 befindet sich in einer Entfernung von ungefähr 14 Kilometern. Eine weitere Straßenverbindung besteht mit Battenans-les-Mines.